# Chrioloba bifasciata
Chrioloba bifasciata är en fjärilsart som beskrevs av George Francis Hampson 1891. Chrioloba bifasciata ingår i släktet Chrioloba och familjen mätare. Inga underarter finns listade i Catalogue of Life.